# カールトン・ヒル

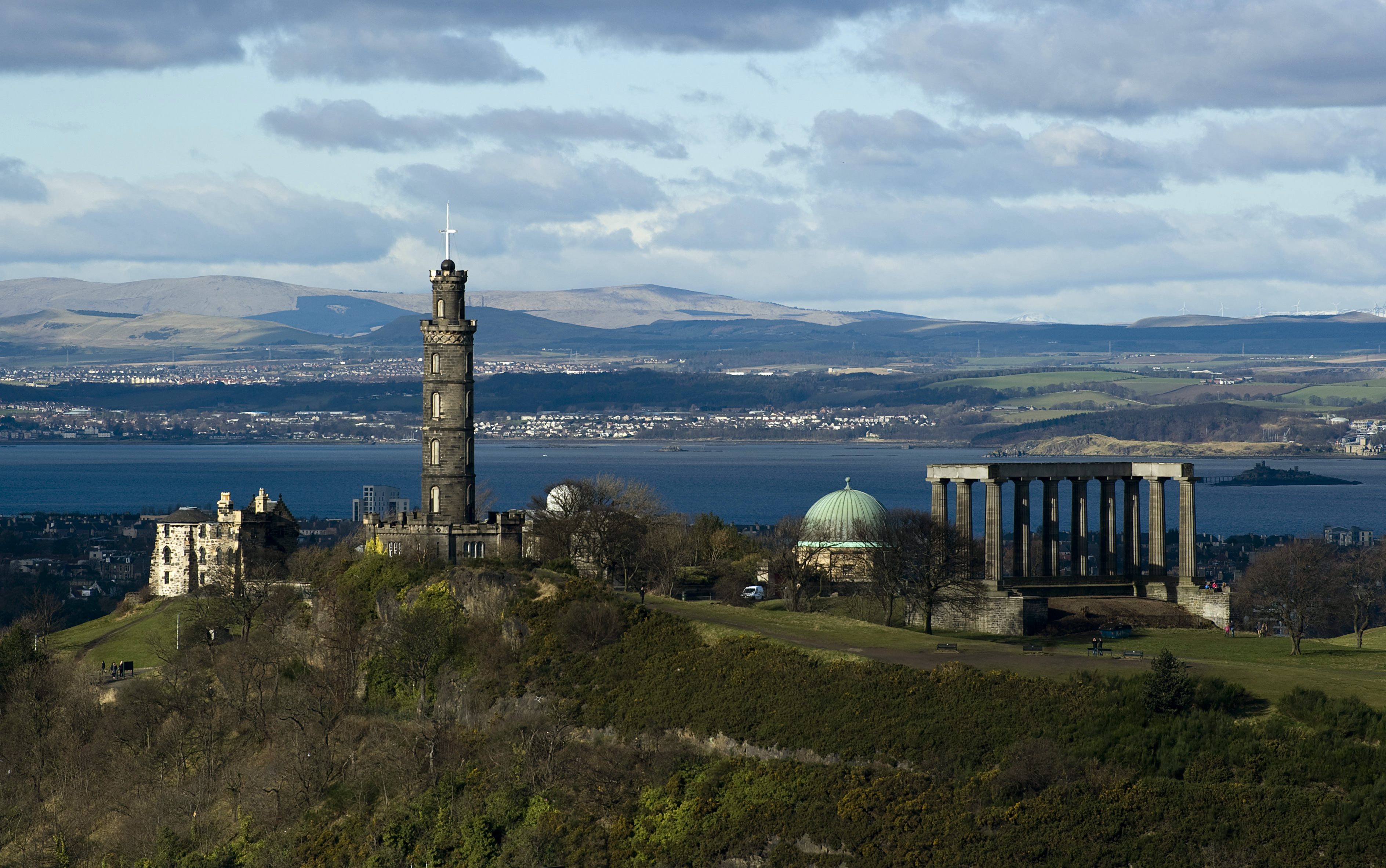
カールトン・ヒル

カールトン・ヒルまたはコールトン・ヒル（英: Calton Hill、[ˈkɔːltən]）は、イギリス、スコットランドのエディンバラ市の中心部にある小高い丘である。エディンバラの新市街地ニュータウンの東部に当たる。この丘の、あるいはこの丘からの眺望は、しばしばエディンバラの絵葉書にもなり、また絵画の題材ともなっている。
コールトン・ヒルの南側の急勾配の斜面にあるセント・アンドルーズハウスにはスコットランド行政部（Scottish Executive）が置かれている。その他の主要な建物としては、丘の麓にあるホリールード宮殿（Holyrood Palace）がある。
丘には、数多くの著名な人たちの記念碑や歴史的建造物がある。国民記念碑やネルソン記念碑、ダグラス・スチュアート記念碑、さらにはロイヤル・ハイスクール、市立天文台などである。